# Sergio Rivero Kuhn
Sergio Rivero Kuhn (San Matías, 6 de diciembre de 1963-Santa Cruz de la Sierra, 1 de septiembre de 2024) fue un futbolista boliviano. Se desempeñó en la posición de defensa.

## Selección nacional
Jugó para Bolivia en nueve ocasiones de 1991 a 1993, participó en la Copa América 1991 donde hizo su debut internacional el 7 de julio de 1991 ante Uruguay en Valparaíso; y también jugó en la clasificación de Conmebol para la Copa Mundial de Fútbol de 1994, aunque no fue convocado para jugar el Mundial.

## Clubes
| Periodo   | Club              | Apariciones | Goles |
| --------- | ----------------- | ----------- | ----- |
| 1983–1990 | Real Santa Cruz   | 205         | 7     |
| 1991–1995 | Oriente Petrolero | 137         | 1     |
| 1996      | Real Santa Cruz   | 36          | 0     |
| 1997–1998 | Oriente Petrolero | 37          | 0     |
| 1999      | Guabirá           | 5           | 0     |

## Palmarés

### Torneos cortos
| Título          | Club            | Año  |
| --------------- | --------------- | ---- |
| Torneo Apertura | Real Santa Cruz | 1996 |

### Distinciones
- Victoria Alada: 1996.

## Vida personal
Se casó con Deida Rivero Cuéllar, con la cual tuvo tres hijos, Annie, Ennie y Sergio Luis.
Fue el segundo de ocho hermanos, de los cuales su hermano menor, Ronald, también fue futbolista profesional.